# Universidad de Antioquia Seccional Suroeste
La sede del Suroeste antioqueño  de la Universidad de Antioquia fue inaugurada el 11 de junio de 1999 y comenzó labores académicas con 38 estudiantes y dos programas académicos: Tecnología en Regencia de Farmacia y Licenciatura en Educación Física. Entre los años 2000 y 2002 se acogieron 142 alumnos en los programas de Tecnología en Administración de Servicios de Salud, Ingeniería de Sistemas, Ingeniería Agropecuaria y Tecnología en Saneamiento Ambiental.
La sede se situó en el municipio de Andes en un terreno que el Departamento entregó como dación en pago, incluyendo una edificación en construcción que fue terminada por la Universidad en su inicial etapa. La instalación está ubicada a ciento diecinueve kilómetros de la ciudad de Medellín y se halla en el km.4, frente a las instalaciones de la granja de la Institución Educativa Juan De Dios Uribe.

## Historia
La Universidad de Antioquia ha tenido una proyección en la región de Suroeste desde 1990 cuando por resolución superior 1280 del 30 de octubre de este mismo año, se oficializa el programa de Regionalización, con programas académicos de formación en pregrado y postgrado, por cohortes con modalidades presencial y semipresencial. En el Suroeste se realizaron convenios con la Fundación Universitaria del Suroeste (FUDESA), con sede en Ciudad Bolívar; para ese entonces se desarrolló el programa de Tecnología en Alimentos en el municipio de Andes.
En 1998, la Universidad inicia nuevamente el proceso de estudio de las necesidades de educación superior en el Suroeste para llegar a la región con nuevos programas. El diagnóstico arroja como resultado la necesidad de construcción de una sede propia de la Universidad de Antioquia y tener presencia en la región en sus aspectos de investigación, docencia y extensión.
En 1998 se inicia la construcción de una planta física para un nuevo colegio en Andes, financiada por el departamento de Antioquia con $500.000.000, planta física que en ese mismo año se le cambió su destino y el municipio de Andes la ofrece para la sede de la Universidad de Antioquia Seccional Suroeste. Es así como la universidad continúa su construcción con 14 aulas para clase, pues se concluyó que la necesidad tanto para el municipio como para el suroeste no era sólo en educación secundaria y media, sino educación superior.

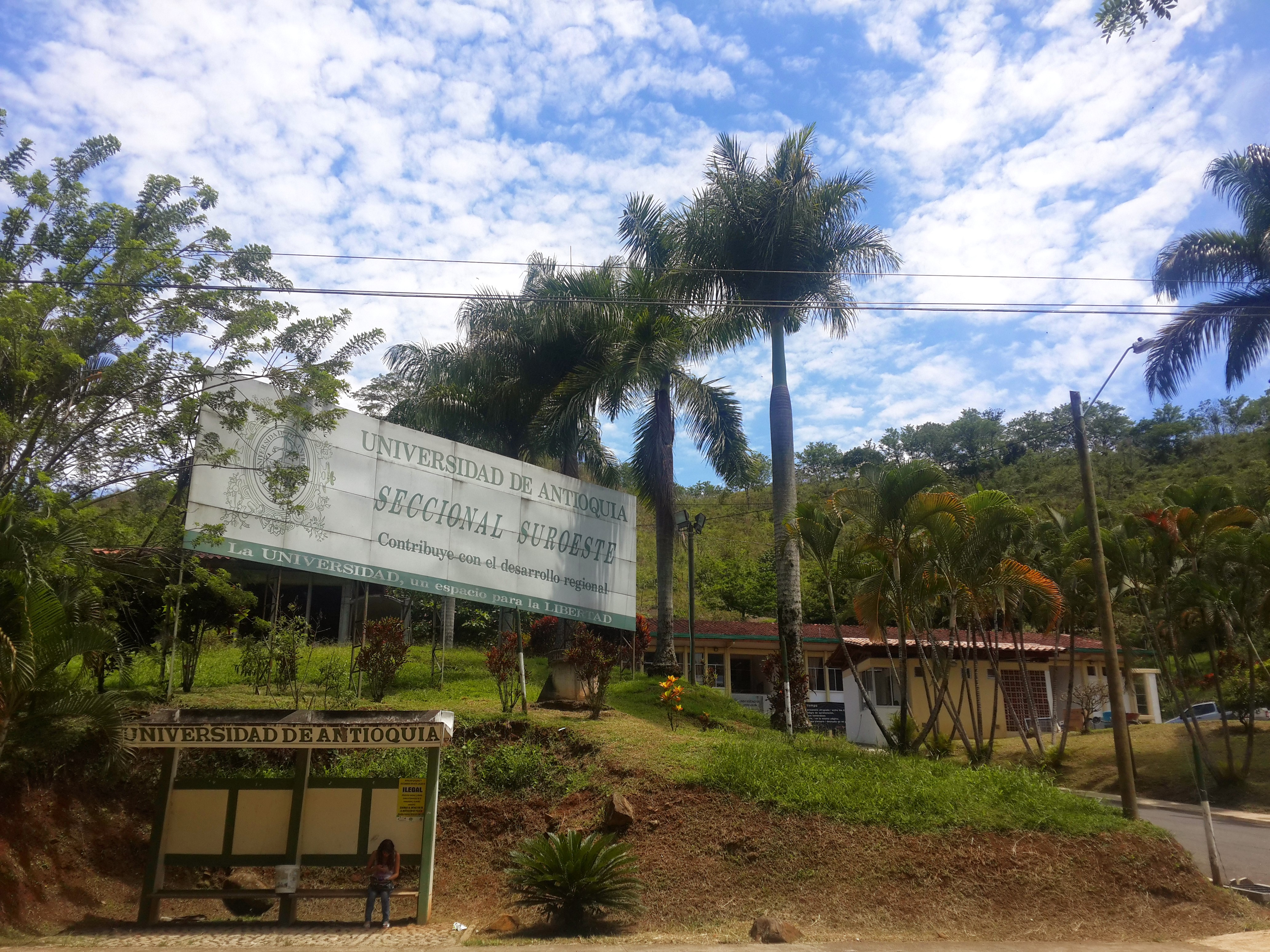
Entrada a la Seccional Suroeste

El 11 de junio de 1999 se inaugura la quinta sede de la Universidad de Antioquia, la Seccional Suroeste, en el municipio de Andes. En 1999 se inician los programas académicos: Licenciatura en Educación Física, Tecnología en Regencia de Farmacia, estos en el segundo semestre de 1999. Igualmente en este semestre se ofrecen cursos introductorios para alumnos aspirantes a ingresar a la Universidad y se inicia el programa Formación de Formadores con 22 educadores del área de matemáticas y así dar comienzo al proceso de los semilleros para alumnos de los grados 8° a 11° que funcionan en la ciudad universitaria desde el año 1992.
Igualmente en 1999 se traen para la región del Suroeste los grupos artísticos de la Universidad como el grupo experimental de Danzas y la Estudiantina, además de ciclos de cine latinoamericano, presentados en asocio con el canal local de televisión (AUPAN) y diferentes exposiciones con la colaboración de la secretaría de educación Municipal, esto en cuanto a extensión cultural.
Se inician actividades académicas en la sede Seccional Suroeste el 31 de julio de 1999. El actual rector de la Universidad de Antioquia, en su sede central, es el Magíster en Ciencias y Médico Veterinario John Jairo Arboleda Céspedes, el primer director de la seccional fue el licenciado Augusto Zapata Herrera, hasta el año 2012, a partir de allí, la dirección de la seccional paso a manos de Elvia María González Agudelo quien ejerció este cargo hasta el año 2016. En este momento la actual directora es la Dra. en Agroecología Sara Márquez Girón.  
- Datos: Q20022292